# ル・ランシー
ル・ランシー （Le Raincy）は、フランス、イル＝ド＝フランス地域圏、セーヌ＝サン＝ドニ県のコミューン。

## 歴史

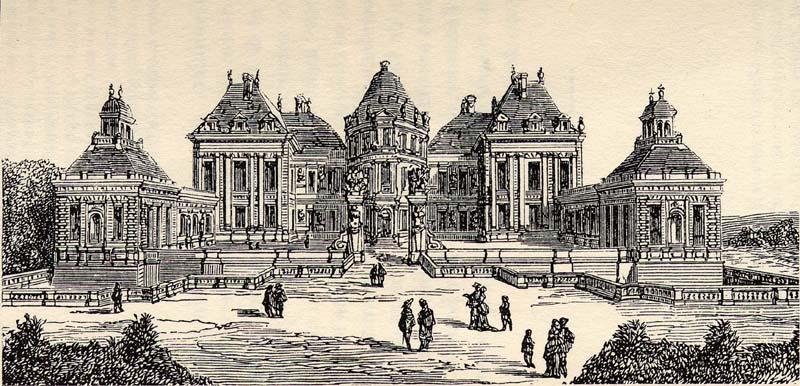
略奪を受けるル・ランシー城

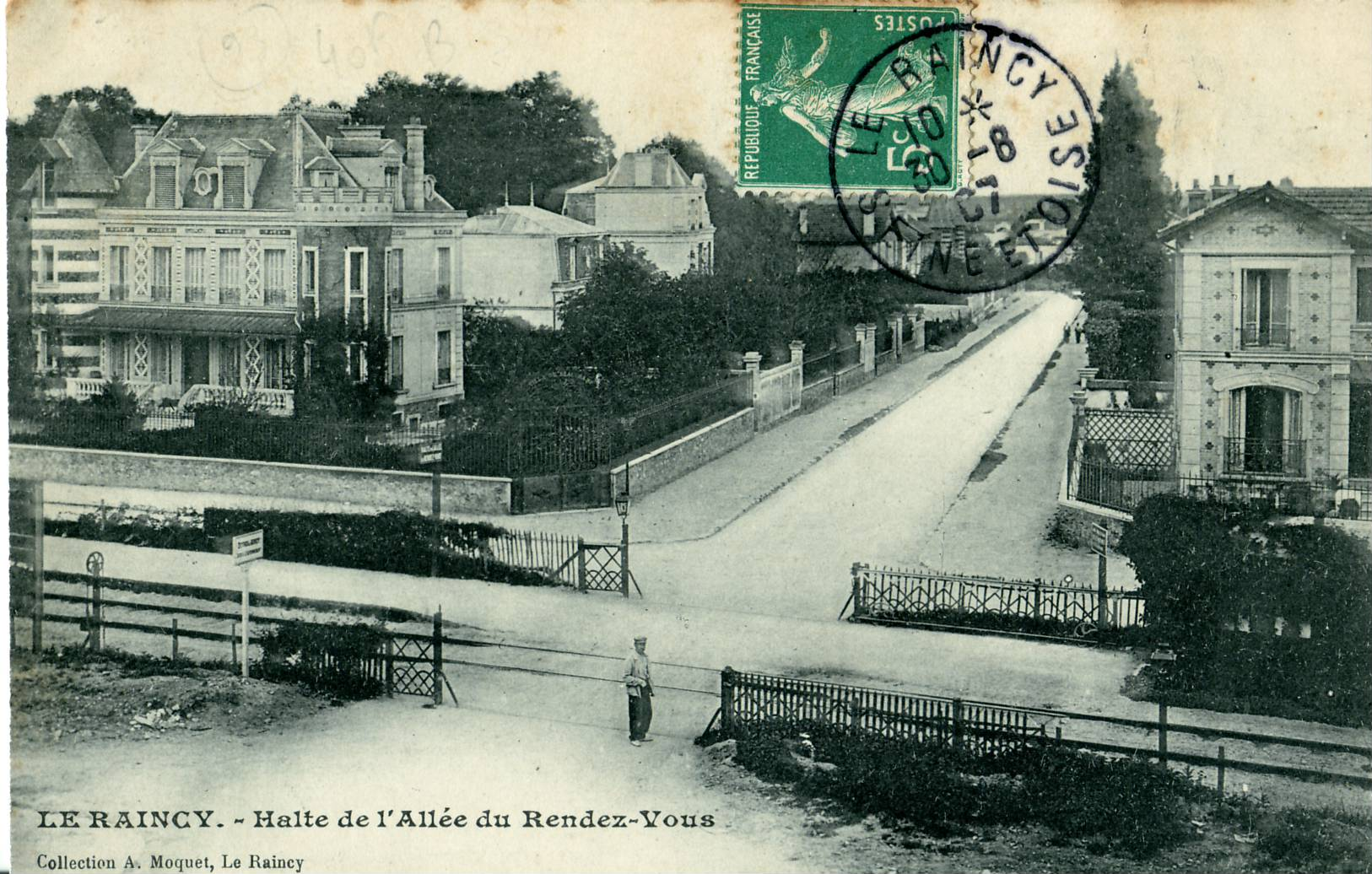
1907年のル・ランシー

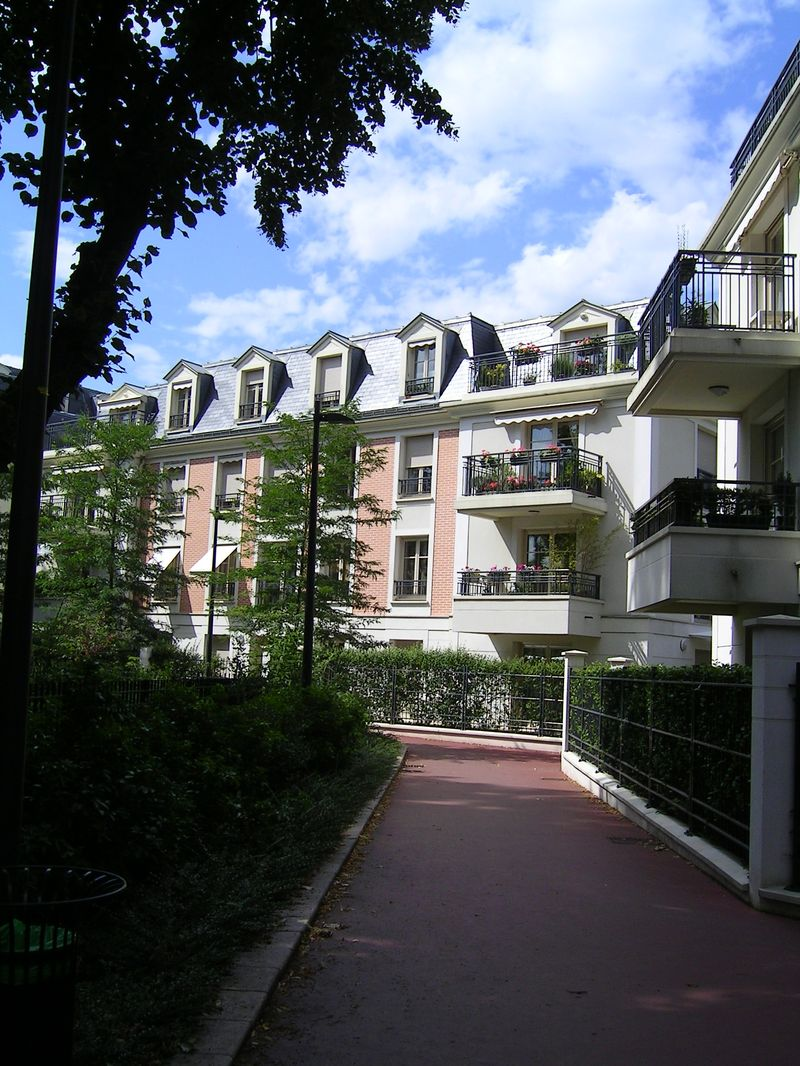
中心部の現代的なマンション

ル・ランシーはパリ北東ドゥルノワ地方の中ほどにあった。この荘園は最初Remseの名でつくられた。1130年頃、ティロン修道院の修道士の注文で教会が建てられた。
1639年、ルイ13世の財政担当宮廷官吏ジャック・ボルディエがこの荘園を購入した。彼は、荒れるがままになっていたベネディクト派修道院の場所に1640年、城を建てた。この城はルイ・ル・ヴォーが設計し、庭園をル・ノートルが手がけ、シャルル・ルブランが内装の絵画やフレスコ画を描いていた。城の厩舎には200頭のウマが飼われ、240ヘクタールあった庭園はこの地域有数の広さだった。城はヴェルサイユ宮殿に匹敵した。費用450万リーヴルは、ボルディエが所有したほぼ全ての資産をつぎ込むこととなった。ルイ14世とアンヌ・ドートリッシュもこの城に滞在した。1652年まで、城の土地は城壁で囲まれていた。1654年、ボルディエの領地はプファルツ＝ジンメルン伯爵夫人アンヌの手に渡った。
ル・ランシー城には、ルイ15世、大コンデ、ピョートル大帝、王弟オルレアン公の一族、モンテッソン侯爵夫人、スコットランド生まれの公妾グレース・エリオットも滞在した。モリエールはこの城で『タルチュフ』を初演した。
1684年にプファルツ＝ジンメルン伯爵夫人が死ぬと、大コンデがこれを相続した。1696年、コンデ家は城と荘園を王の狩猟担当官吏リヴリー侯爵ルイ・サンガンに売却した。この時にリヴリー領とル・ランシーは統合され、リヴリー（現在のリヴリー＝ガルガン）の一部となった。
1769年、城の新しい城主となったのはモンテッソン侯爵夫人と貴賎結婚したオルレアン公ルイ・フィリップ1世だった。彼は城の内装を変え、庭園を英国風にした。彼は庭に人口滝を作らせた。庭園の泉の水源として彼はガヴェルの泉やセプティル湖から水を引かせた。1785年に城を相続したルイ・フィリップ2世も、城や庭園の美化に努めた。しかしフランス革命でルイ・フィリップ2世は処刑され、1793年に城と庭園はサン・キュロットたちに荒らされてしまった。
総裁政府時代、城は裕福な貴族たちの間を転々とした。ガブリエル＝ジュリアン・ウヴラールは荒れた城を解体し小さな建物に変え、庭園も改造した。彼は1799年に書いた回顧録において、城で催した華麗な祝宴にタリアン夫人やレカミエ夫人を招いたと記している。しかしこの豪奢な暮らしのためにウヴラールは破産を余儀なくされ、城を売らねばならなかった。
ナポレオン時代に放置され、パリへ入場したプロイセン軍に荒らされた城を買ったのは、ルイ・フィリップ王の妹アデライードであった。1848年のフランス革命が起きルイ・フィリップがイギリスへ亡命すると、怒り狂った民衆がル・ランシー城へ押し寄せた。城は再び略奪・破壊しつくされ、民衆が王制を倒した勝利の象徴とされた。
1853年、ル・ランシー城とその庭園が国有財産となった。1869年、ル・ランシーはコミューンとなった。
都市化が進むと、大勢の中流階級や貴族階級がル・ランシーに土地を求め邸宅を建てた。ル・ランシーは人口密度が低く、歴史上保養地とされてきた穏やかで緑多い環境が現在も維持されている。都市化以降多くの富裕層が住民となっており、低所得者層が多いセーヌ＝サン＝ドニ県にあって『ブルジョワの飛び地』や『小さなヌイイ』と別名がつけられている。

## 経済
住宅が主体のコミューンであるため、サービス業といえば地元の商店となる。コミューン中心部に商店や病院が集中する。郵便局、大手銀行や保険会社の支店もある。

## 交通
- 道路 - A3、A86
- 鉄道 - RER E線ル・ランシー-ヴィルモンブル-モントフェルメイユ駅。トラム4号線、レ・パヴィヨン・スー・ボワ駅、アレー・ド・ラ・トゥール・ランデヴー駅。

## 姉妹都市
- ロンドン市バーネット区（旧フィンチリー〈旧ミドルセックス〉）、イギリス
- クルゾーネ、イタリア
- ヤブネ、イスラエル

## 出身者
- マニュエル・フェラーラ：ポルノ俳優